# Gravitronix
Gravitronix je akcijsko borbena igra koju proizvodi Medaverse Studios za Nintendo Wii konzolu. Igračima je i ponuđena tijekom veljače 2008. preko Wiijevog WiiWare servisa. Igru može igrati jedan do četvero igrača, na platformi gdje će se boriti odašiljući projektile jedni na druge. Projektili su različitih oblika pa će igrači dobro trebati razmisliti kamo će odaslati projektil da pogode metu. 

## Vanjske poveznice
- Službena web stranica Medaverse Studiosa
- Službena web stranica Gravitronixa